# Oneida (Tennessee)
Oneida is een plaats (town) in de Amerikaanse staat Tennessee, en valt bestuurlijk gezien onder Scott County.

## Demografie
Bij de volkstelling in 2000 werd het aantal inwoners vastgesteld op 3615.
In 2006 is het aantal inwoners door het United States Census Bureau geschat op 3682, een stijging van 67 (1.9%).

## Geografie
Volgens het United States Census Bureau beslaat de plaats een oppervlakte van
26,7 km², waarvan 26,3 km² land en 0,4 km² water.

## Plaatsen in de nabije omgeving
De onderstaande figuur toont nabijgelegen plaatsen in een straal van 24 km rond Oneida.